# Euphyllura phillyreae
Euphyllura phillyreae är en insektsart som beskrevs av W. Foerster 1848. Euphyllura phillyreae ingår i släktet Euphyllura och familjen rundbladloppor. Inga underarter finns listade i Catalogue of Life.